# Nanihue
Nanihue corresponde a un caserío rural en la comuna de Mariquina, Provincia de Valdivia, Región de Los Ríos, Chile, ubicada en la ribera sur del Estero Nanihue, tributario del Río Cruces, junto al poblado de Pelchuquín

## Historia
Antiguo asentamiento mapuche-huilliche. 
En esta localidad se instaló en el año 1777 la Misión de San Antonio de Huenahue por los misioneros franciscanos como parte de la política del imperio español para expandir su influencia y su territorio. 
En el año 1820 la Misión de Huenahue fue destruida por las fracciones independentistas y contrarias al legado del imperio español.
Tras la llegada en 1848 de los misioneros capuchinos al territorio de la Araucanía, con la misión de restaurar las antiguas misiones se decide localizar el nuevo templo en la localidad de Pelchuquín, a casi 3 kilómetros de distancia. Entre los años 1863 y 1864 se levantó el templo San Antonio de Padua.
Carlos Weiss llega a trabajar a la empresa Rademacher y se casa con una de las hijas del propietario en el año 1909, adquiere el Fundo Ninahue el cual lo dedicó a la producción de chicha de manzana.

## Turismo
La localidad de Nanihue posee un sitio histórico que no está habilitado para el turismo.
En el Fundo Nanihue se encuentra la Casa Weiss, actuales propietarios del Fundo.
En las proximidades se encuentra el Castillo San Luis del Alba de Cruces al cual se puede acceder por via fluvial desde Valdivia y por tierra desde San José de la Mariquina.
En esta localidad no existen servicios de alojamiento registrados.

## Accesibilidad y transporte
A esta localidad se accede a través de la Ruta T-268 que bordea la ribera sur del Estero Nanihue cerca de la localidad de Pelchuquín en la comuna de Mariquina. Se encuentra a 12,9 km de San José de la Mariquina y a 2,2 km de Pelchuquín.
En las cercanías este sector se ubica el Aeródromo Pichoy.